# Dolly Ahluwalia
Dolly Ahluwalia (...) è un'attrice e costumista indiana.

## Filmografia parziale

### Attrice
- ...Yahaan, regia di Shoojit Sircar (2005)
- Water, regia di Deepa Mehta (2005)
- The Blue Umbrella, regia di Vishal Bhardwaj (2005)
- Destiny's Bride (Partition), regia di Vic Sarin (2007)
- Aloo Chaat, regia di Robbie Grewal (2009)
- Vicky Donor, regia di Shoojit Sircar (2012)
- Luv Shuv Tey Chicken Khurana, regia di Sameer Sharma (2012)
- Yeh Jawaani Hai Deewani, regia di Ayan Mukerji (2013)
- Bajatey Raho, regia di Shashant Shah (2013)
- Badnaam Gali, regia di Ashwin Shetty (2019)
- Axone, regia di Nicholas Kharkongor (2019)
- Doordarshan, regia di Gagan Puri (2020)
- Bellbottom, regia di Ranjit Tewari (2021)
- Chhatriwali, regia di Tejas Prabha Vijay Deoskar (2023)
- Thank You for Coming, regia di Karan Boolani (2023)

### Costumista
- Bandit Queen (1994)
- Earth (1998)
- Water (2005)
- The Blue Umbrella (2005)
- Omkara (2006)
- Destiny's Bride (Partition) (2007)
- Aaja Nachle (2007)
- L'amore ieri e oggi (Love Aaj Kal) (2009)
- Kaminey (2009)
- Rockstar (2011)
- I figli della mezzanotte (Midnight's Children) (2012)
- Bhaag Milkha Bhaag (2013)
- Haider (2014)
- Rangoon (2017)